# Secolul al XXXI-lea
Secolul al XXXI-lea va începe la 1 ianuarie 3001 și se va încheia la 31 decembrie 3100 conform calendarului gregorian curent. Este primul secol al celui de-al patrulea mileniu.

## Evenimente anticipate

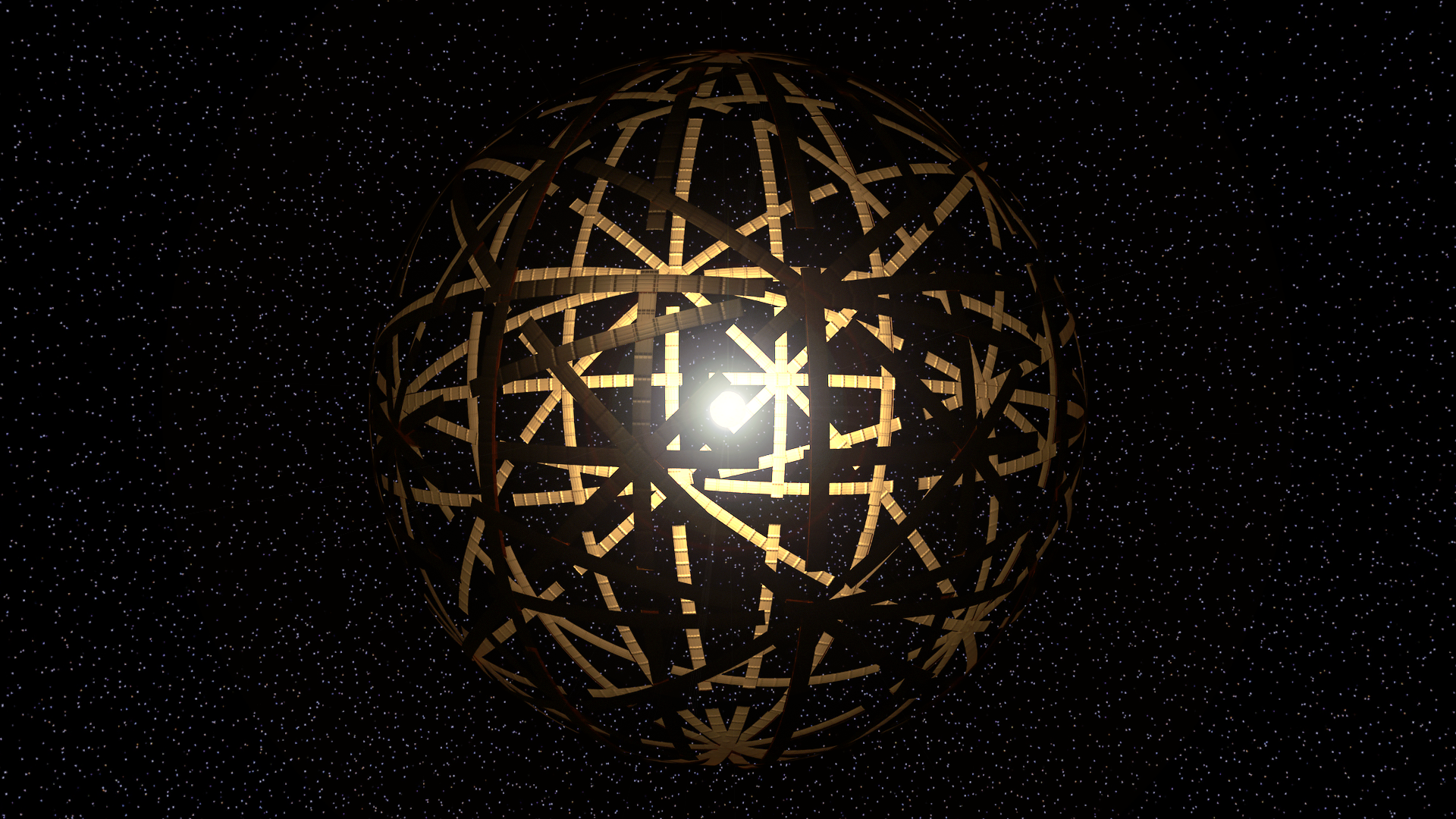
Sfera Dyson

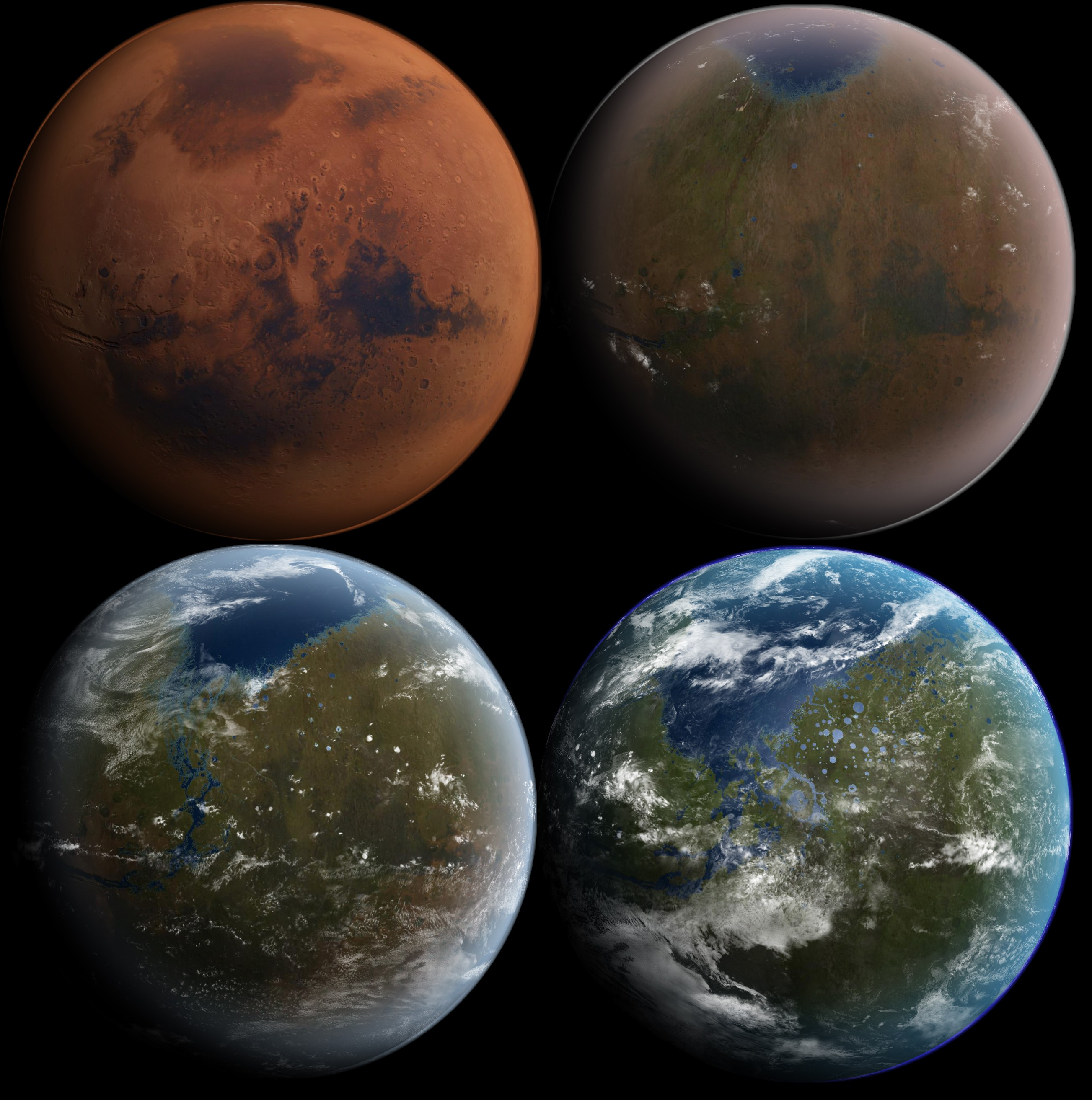
Terraformarea planetei Marte

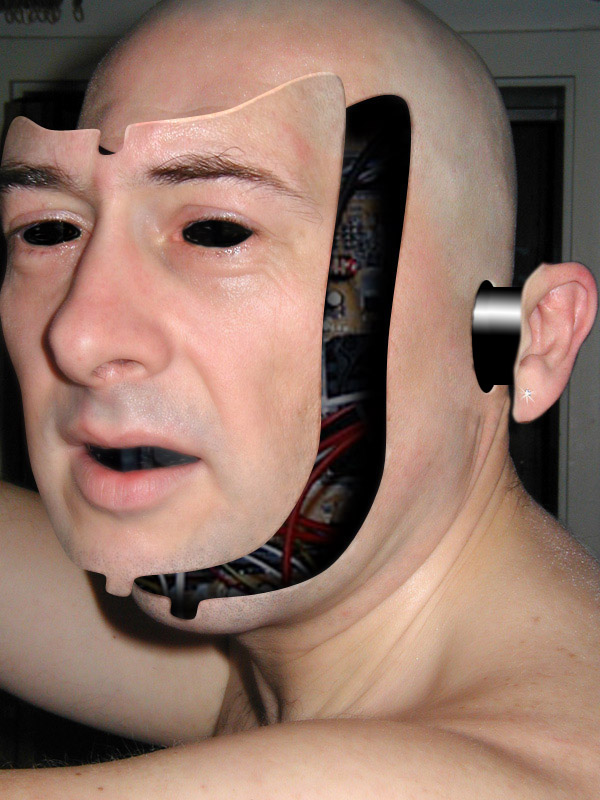
Cyborg

- 3000 - Stâlpii creației din nebuloasa Acvila nu vor mai fi vizibili de pe Pământ din cauza eroziunii produse de o supernovǎ. [1]
- 3000 - Oamenii vor avea o înălțime medie de 213.36 cm și o durată de viață de 120 de ani. Diferențele rasiale vor fi rezolvate prin încrucișări, rezultând o rasă uniformă de oameni cu piele de culoare cafenie. Marea majoritate a oamenilor vor opta pentru îmbunătățiri de inginerie genetică și biotehnologie care le oferă nemurirea.[2]
- 3000-  Site-ul Predict  prevestește că civilizația umană va deveni de tip 2 pe scara Kardashev și va capta energia Soarelui prin sfera Dyson. Oamenii vor locui în megalopolisuri inteligente cu sistem economic bazat pe criptomonede, ferme verticale și spitale automatizate. Toate națiunile vor fi unite într-un superstat planetar condus de Adunarea Parlamentară a Națiunilor Unite. Vor fi construite colonii de avanpost pe suprafața Lunii, planetei  Marte terraformat și pe norii Venusului. De pe urma transumanismului, va lua naștere o nouă specie: cyborg.[3]
- 3000: Conform unor calcule făcute de climatologi, creșterea ireversibilă a nivelului global al mării până în anul 3000 ar fi de cel puțin 3 metri, iar temperaturile vor crește cu 1,9 - 5,6 grade C.  [4] [5] [6]
- 3000: Fizicianul englez Stephen Hawking crede că oamenii mai au doar 1000 de ani timp de supraviețuire pe Pământ din cauza epuizării resurselor și distrugerii mediului, iar specia noastră trebuie să colonizeze alte planete.[7]
- 3100  - Se estimează că omenirea devine o civilizație de tip 2 pe scară Kardashev, capabilă de construit sfera Dyson în jurul Soarelui pentru a-i extrage energia. [8]

## Lucrări de ficțiune

Futurama

- Futurama - un sitcom animat american, premiat cu Emmy, creat de Matt Groening și dezvoltat de către Matt Groening și David X. Cohen pentru rețeaua Fox. Serialul este bazat pe aventurile unui fost curier de pizza din New York, Philip J. Fry, care a fost criogenat din întâmplare la miezul nopții de 1 ianuarie 2000 și resuscitat o mie de ani mai târziu în viitor, la 1 ianuarie anul 3000.
- Horizon Zero Dawn - este un joc de rol de acțiune din 2017 dezvoltat de Guerrilla Games și publicat de Sony Interactive Entertainment. Intriga o urmărește pe Aloy, o vânătoare într-o lume controlată de roboți și cu oameni readuși la epoca de piatră  care își propun  să-și descopere trecutul